# Jack Portland
Jack Portland, född 30 juli 1912, död 15 augusti 1996, var en friidrottare från Kanada. Han deltog vid olympiska sommarspelen 1932.